# Université de la Campanie Luigi-Vanvitelli
L'université de la Campanie Luigi-Vanvitelli (en italien Università degli Studi della Campania « Luigi Vanvitelli »), anciennement Université de Naples II (en italien, Seconda Università degli Studi di Napoli, abrégée en « SUN », Seconde Université de Naples) est une université italienne, basée à Naples et Caserta.

## Historique
Elle a été créée le 25 mars 1991 par décret de façon à décongestionner l'université de Naples - Frédéric-II, devenue trop importante.
Son activité autonome a commencé le 1er novembre 1992 avec 19 000 étudiants inscrits et huit facultés. Désormais, les étudiants sont plus de 29 000 et les facultés sont au nombre de 10.